# Atheta relicta
Atheta relicta är en skalbaggsart som beskrevs av Thomas Casey 1911. Atheta relicta ingår i släktet Atheta och familjen kortvingar. Inga underarter finns listade i Catalogue of Life.